# Bonifacio Bembo
Bonifacio Bembo (* um 1420 in Brescia; † um 1480) ist ein norditalienischer Maler der Frührenaissance im 15. Jahrhundert. Er ist durch Porträts am Hof der Herzöge von Mailand bekannt.

## Leben
Er ist zwischen 1447 und 1477 nachweisbar und wurde in Brescia geboren. Sein Vater Giovanni war Maler, ebenso seine Brüder Benedetto und Andrea und sein Neffe Giovanni Francesco Bembo. Das Datum seines Todes ist unsicher.

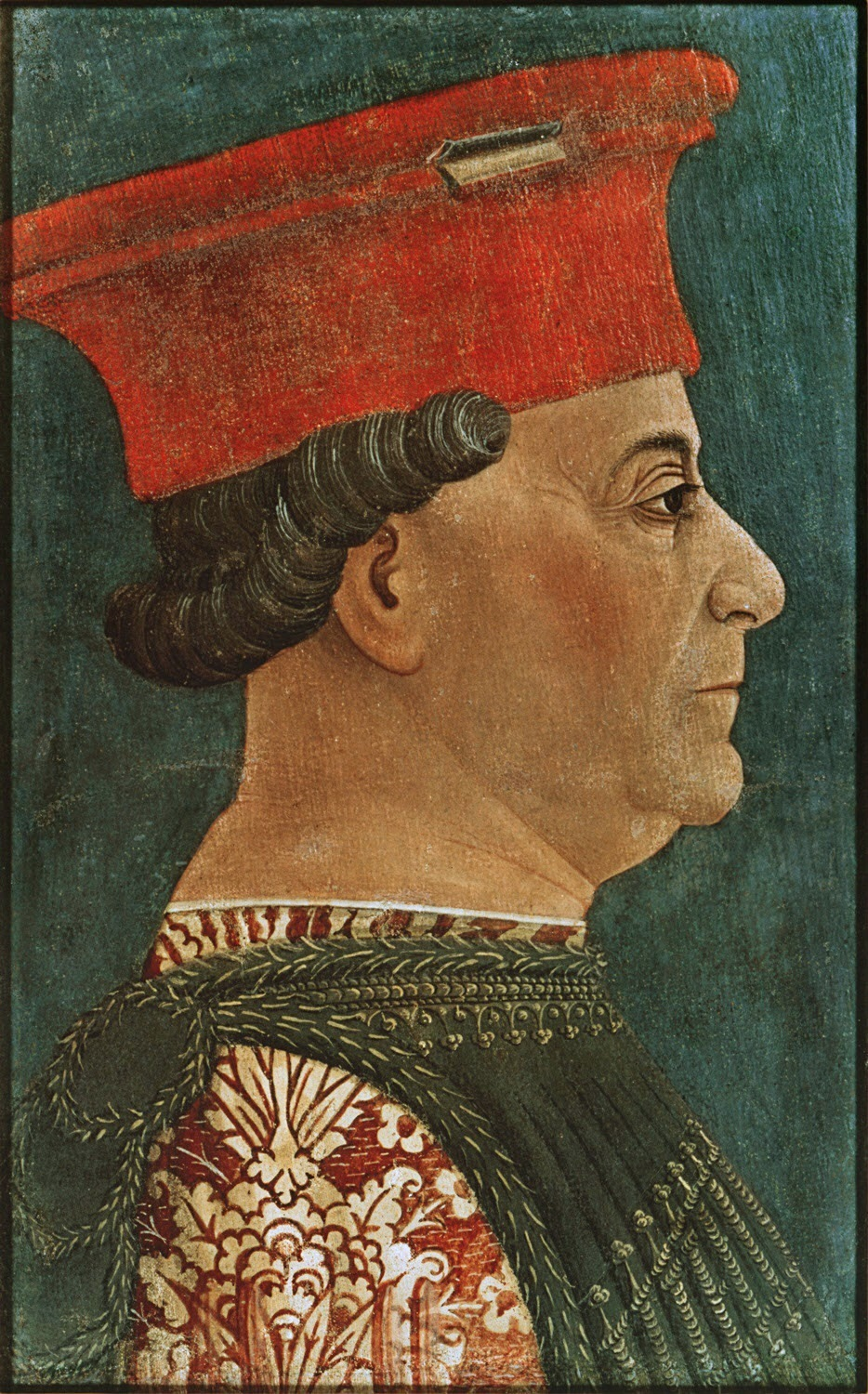
Francesco Sforza, 1462, Pinacoteca di Brera

Er war Hofmaler der Sforzas in Mailand. Von ihm sind die Porträts des Herzogs von Mailand Francesco Sforza und dessen Frau Bianca Maria Visconti aus dem Jahr 1462 erhalten (Pinacoteca di Brera). Außerdem malte er die Fresken in der Kirche Sant’Agostino in Cremona. Er schmückte auch die herzögliche Kapelle im Schloss der Herzöge in Mailand und im Schloss von Pavia aus (mit Vincenzo Foppa und Zanetto Bugatto) und im Jahr 1475 freskierte er die Kapelle des Collegio Castiglioni in Pavia.
Bembo ist noch dem gotischen Stil verbunden, verarbeitet aber Einflüsse der Frührenaissance.
Weiter werden ihm ein Satz Tarot-Karten (Visconti-Sforza Karten genannt) zugeschrieben. Deren neuplatonischen Symbolismus soll er der Bekanntschaft mit Georgios Gemistos Plethon verdanken.
Weiter stammen von ihm 268 Buchillustrationen zu Lancelot vom See (Nationalbibliothek Florenz).

## Galerie

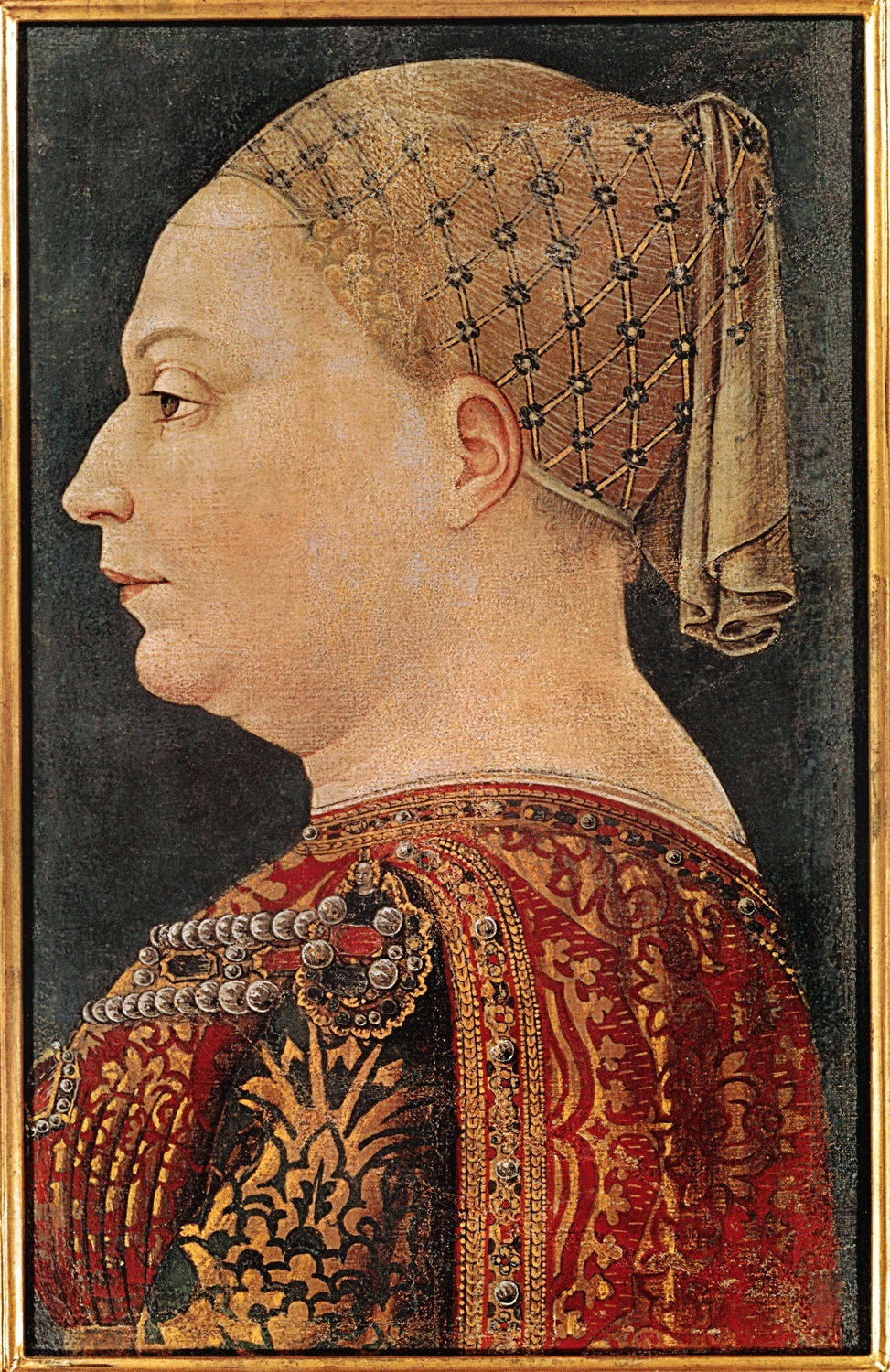
Bianca Maria Sforza, 1462, Pinakothek von Brera, Mailand
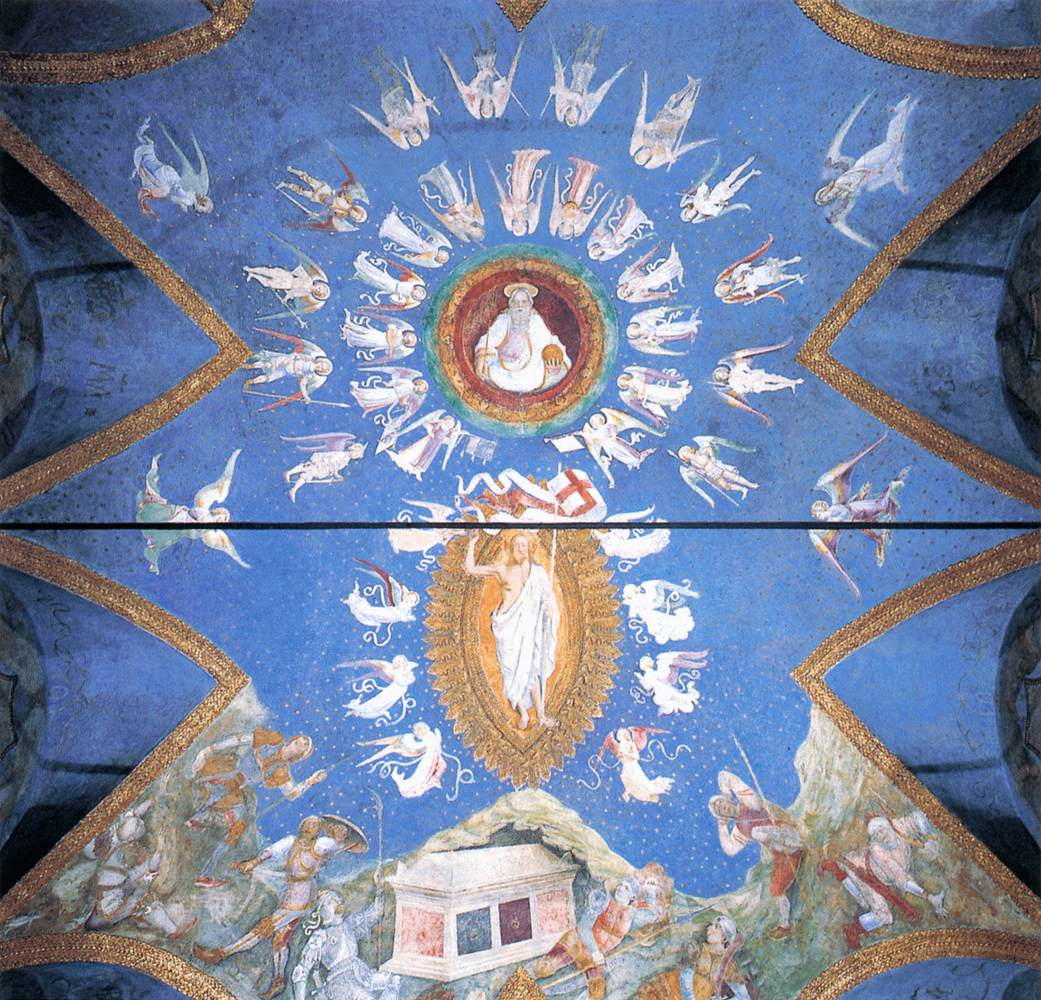
Deckenfresken im Castello Sforzesco, Mailand
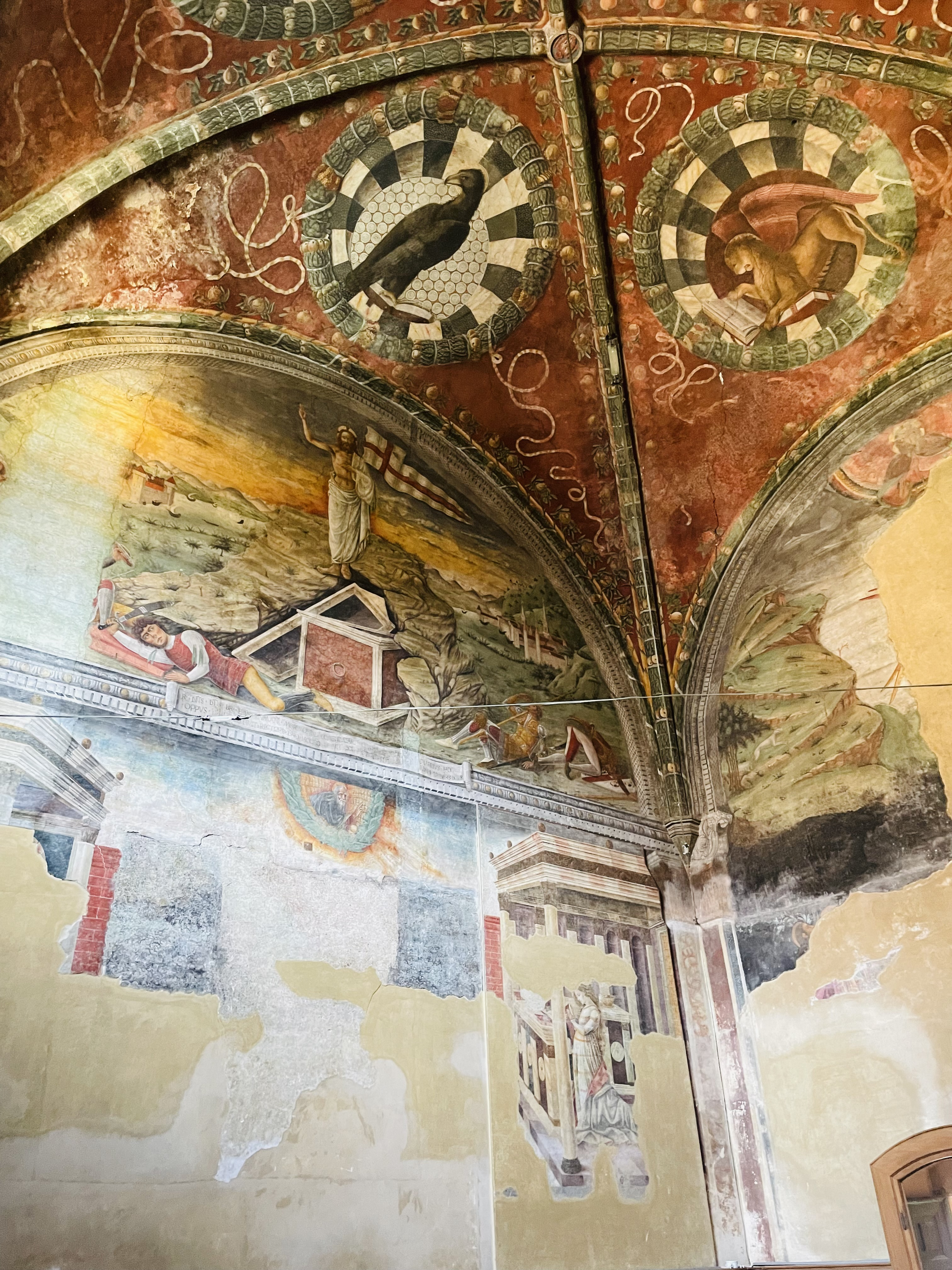
Kapelle des Collegio Castiglioni, Pavia, 1475.